# Akbarpur, Kanpur Dehat
Akbarpur är en stad i den indiska delstaten Uttar Pradesh, och är den administrativa huvudorten för distriktet Kanpur Dehat. Staden hade 20 445 invånare vid folkräkningen 2011.